# Una vampata d'amore
Una vampata d'amore (Gycklarnas afton) è un film svedese del 1953 diretto da Ingmar Bergman.

## Trama
Alberto, direttore del circo, e la sua amante Anne trascinano una relazione minata dalla gelosia e dalla consuetudine. Il circo intanto si sposta e arriva nella città dove abita Agda, la moglie di Alberto. L'uomo la va a trovare e le chiede di ritornare a vivere con lui per ricominciare insieme una vita stabile. Ma la donna lo respinge.
Anne nel frattempo tradisce Alberto con Frans, l'attore del teatro locale che in realtà prende in giro la donna regalandole un gioiello che si rivela falso. Frans tratta male Alberto che era andato a chiedere alcuni costumi in prestito dal direttore del teatro Sjuber, lo insulta, lo deride e alla fine i due si misurano a pugni nell'arena del circo durante lo spettacolo. Alberto, percosso e lasciato dolorante nella polvere, ritorna nel suo carrozzone deciso ad uccidersi, ma alla fine, invece di rivolgere la pistola verso di sé, la punta contro un orso e lo uccide. Il giorno dopo il circo riprende il cammino carico di una umanità dolorante, disillusa e umiliata.

## Analisi del film
Il film, giudicato dalla critica francese come una delle più perfette delle opere "nere" di Bergman, mette in scena un'umanità infelice che è incapace di superare la sua condizione. Pur trattandosi ancora di una storia d'amore comincia ad intravedersi in essa un tentativo di introspezione nei misteri della psiche umana.
Come osserva Alfonso Moscato "Il romanticismo, trionfante o residuale, dei film precedenti è completamente superato da una forma di aggressività estetica che si esprime attraverso l'espressionismo delle immagini, la virulenza della recitazione e quella specie di sadismo con il quale vengono scarnificati, umiliati, annientati il personaggio e l'umanità che esso rappresenta".

## Accoglienza
Considerato da Georges Sadoul nel Dictionnaire des Films del 1965 uno dei film più belli di Bergman. Lo stesso critico nella scheda dedicata a Una vampata d'amore riporta giudizi critici di Simone Dubreuilh: «Un film disperato, nero, un film illuminato soltanto dai pallidi chiarori dell'alba, mai dalla luce del cristianesimo»; e di Doniol-Valcroze: «I protagonisti oppressi dal loro infelice destino, non possono far altro che curvare la propria schiena e tentare di continuare per la propria strada, fortunati se riescono a sfuggire al suicidio o all'assassinio. Il film vale soprattutto per la descrizione impietosa che dà dei rapporti tra uomo e donna. Alla nostalgia delle prime opere si sostituisce qui un pessimismo integrale».

### Critica
Emanuela Martini inserisce Una vampata d'amore nel primo blocco dei film di Bergman come sono stati tradizionalmente ordinati, quelli giovanili: Un'estate d'amore, Donne in attesa, Monica e il desiderio, Una lezione d'amore, Sogni di donna. Il «tema comune. l'amore, o meglio un momento d'amore appagante, sebbene già connotato come irripetibile e destinato a non durare, (...)».
Sergio Trasatti definisce Una vampata d'amore come «la più perfetta delle opere "nere" di Bergman. (...) C'è una storia d'amore come negli ultimi film, ma già aleggia qualcosa di più, di diverso, che prenderà corpo nei film successivi  a partire da Il settimo sigillo».

## Distribuzione
Il film uscì con questi titoli:
- Abend der Gaukler, Germania Ovest
- Gøglernes aften, Danimarca, 4 aprile 2003 (NatFilm Festival)
- Gycklarnas afton, Svezia, 14 settembre 1953
- Gymni nychta, Grecia
- Noche de circo, Argentina, 24 gennaio 2001 (Ciclo grandes clásicos europeos)
- Noite de Circo, Portogallo
- Noites de Circo, Brasile
- La nuit des forains, Francia
- I Nychta ton saltimbagon, Grecia
- Sawdust and Tinsel, Regno Unito
- Sunset of a Clown, non definito
- The Naked Night, USA, 9 aprile 1956
- Viettelysten ilta, Finlandia, 16 aprile 1954